# Bundit Paponpai
Bundit Paponpai (thailändisch บัณฑิต ปาพ้นภัย, * 15. Februar 1996) ist ein thailändischer Fußballspieler.

## Karriere
Bundit Paponpai stand bis Mitte 2019 beim Drittligisten Kasem Bundit University FC. Mit dem Verein aus der Hauptstadt Bangkok spielte er in der Lower Region der Liga. Zur Rückrunde 2019 wechselte er zum Pathumthani University FC. Der Verein aus Ayutthaya spielte in der vierten Liga, der Thai League 4, in der Bangkok Region. Ende 2019 wurde er mit Pathumthani Tabellendritter und qualifizierte sich damit für die Aufstiegsrunde zur dritten Liga. Hier belegte man den vierten Platz und stieg somit in die dritte Liga auf. Nach dem Aufstieg verließ er den Verein und schloss sich Anfang 2020 dem Zweitligisten Lampang FC aus Lampang an. Sein Zweitligadebüt für Lampang gab er am 13. September 2020 im Heimspiel gegen den Kasetsart FC. Hier wurde er in der 81. Minute für den Brasilianer Douglas eingewechselt. Für Lampang bestritt er 2020 zwei Zweitligaspiele. Ende 2020 wurde sein Vertrag nicht verlängert. Zur Rückrunde wechselte er zum Drittligisten Ubon Kruanapat FC. Mit dem Klub aus Ubon Ratchathani spielte er in der North/Eastern Region der Liga. Im Sommer 2021 kehrte er zu seinem ehemaligen Verein Pathumthani University FC zurück. Am Ende der Saison 2023/24 feierte er mit dem Verein die Meisterschaft der Region. In den Aufstiegsspielen zur zweiten Liga konnte man sich jedoch nicht durchsetzen.

## Erfolge
Pathumthani University FC
- Thai League 3 – West: 2023/24